# サルーム・デルタ

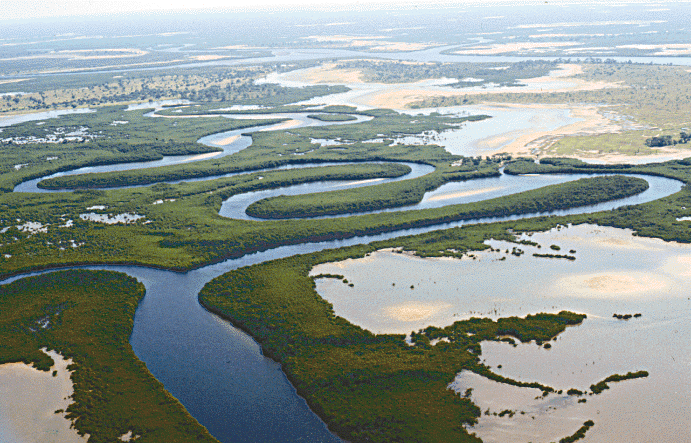
サルーム・デルタ

サルーム・デルタ（Saloum Delta / Le delta du Saloum）は、セネガルのサルーム川、ジョンボ川、バンジャラ川およびそれらの支流によって形成された面積50万ha（5000km2）の三角州である。西アフリカ屈指の野鳥の繁殖地になっており、敷地の一部がサルーム・デルタ国立公園やラムサール条約登録地を含む生物圏保護区となっている。それと同時に、数千年にわたって漁撈採集を営んできた人々が作り上げた巨大な貝塚群が独特の文化的景観を形成している地域でもあり、2011年にはそれが評価されてユネスコの世界遺産リストに文化遺産として登録された。

## 概要

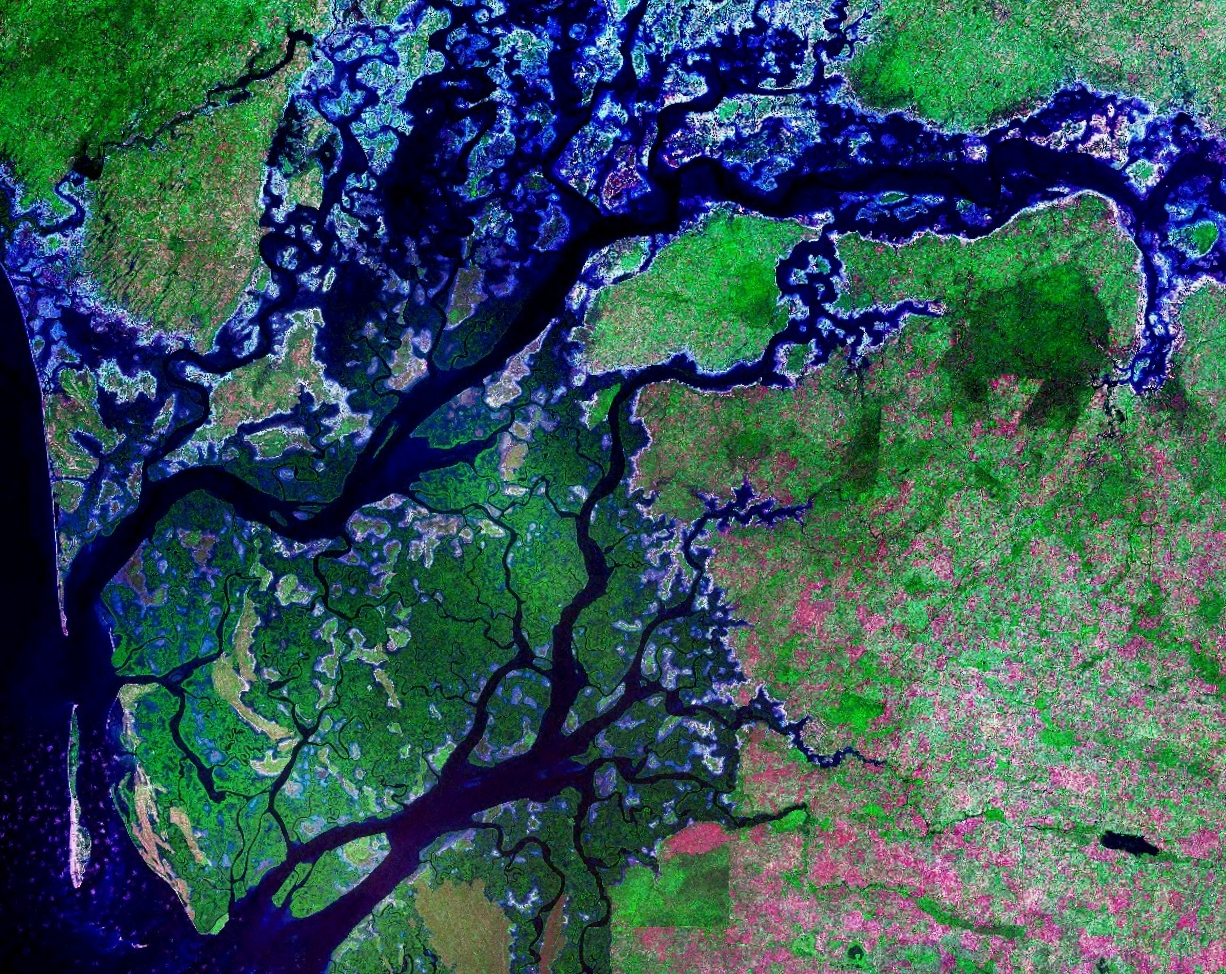
サルーム・デルタの島々（NASA）

サルーム川の下流域に広がる面積50万haのサルーム・デルタは、西アフリカではバン・ダルガン国立公園（モーリタニア・世界遺産）、ビジャゴ諸島（ギニアビサウ）などに次いで、西アフリカでは重要な渡り鳥の繁殖地となっている。ほかにも多くの動物が生息しており、絶滅危惧種のウミガメも多くの種類が生息している。
植物相の面ではマングローブ林が広がっている点が特徴的である。これは、西アフリカでのマングローブ林の群生地の北限にあたっており、セネガル国内では優れた景観美を呈している場所として評価されている。こうした動植物を保護するために、地域内には生物圏保護区となっている地域があり、その中にサルーム・デルタ国立公園やラムサール条約の登録地が存在している。
また、サルーム・デルタに暮らす人々は少なくとも紀元前4世紀以降、干し貝作りを営み、その貝殻によって大きな貝塚群が数百と作り上げられてきた。生物多様性に富んだ自然環境と調和する貝塚群の存在は、数千年にわたって持続可能な開発が積み重ねられてきたことを示す優れた文化的景観を生み出している。また、貝塚の中には墓所として使われ、墳墓が築かれたものもある。それらは、その出土品とともに、かつて存在していた文化を伝える存在となっている。こうしたことから、サルーム・デルタは2011年に世界文化遺産に登録された。

## 地形
サルーム・デルタはその名の通りサルーム川の河口付近に形成された三角州であり、あと2本、ジョンボ川（Diombos）、バンジャラ川（Bandiala）という主要な川が流れている。ほかにも細かな支流が数多く流れて陸地を分断しており、三角州内の島の数は200ほどになる。
面積は50万haで、行政上は大半がファティック州に属する。南縁は隣国ガンビアのニウミ国立公園と接している。
|                               | 6月（乾季の終わり） | 10月（雨季の終わり） |
| ----------------------------- | ------------------- | -------------------- |
| 外洋                          | 38.2                | 35.2                 |
| フンジュン （河口から44.8km） | 52.4                | 45.0                 |
| カオラック （河口から108km）  | 130.4               | 66.0                 |

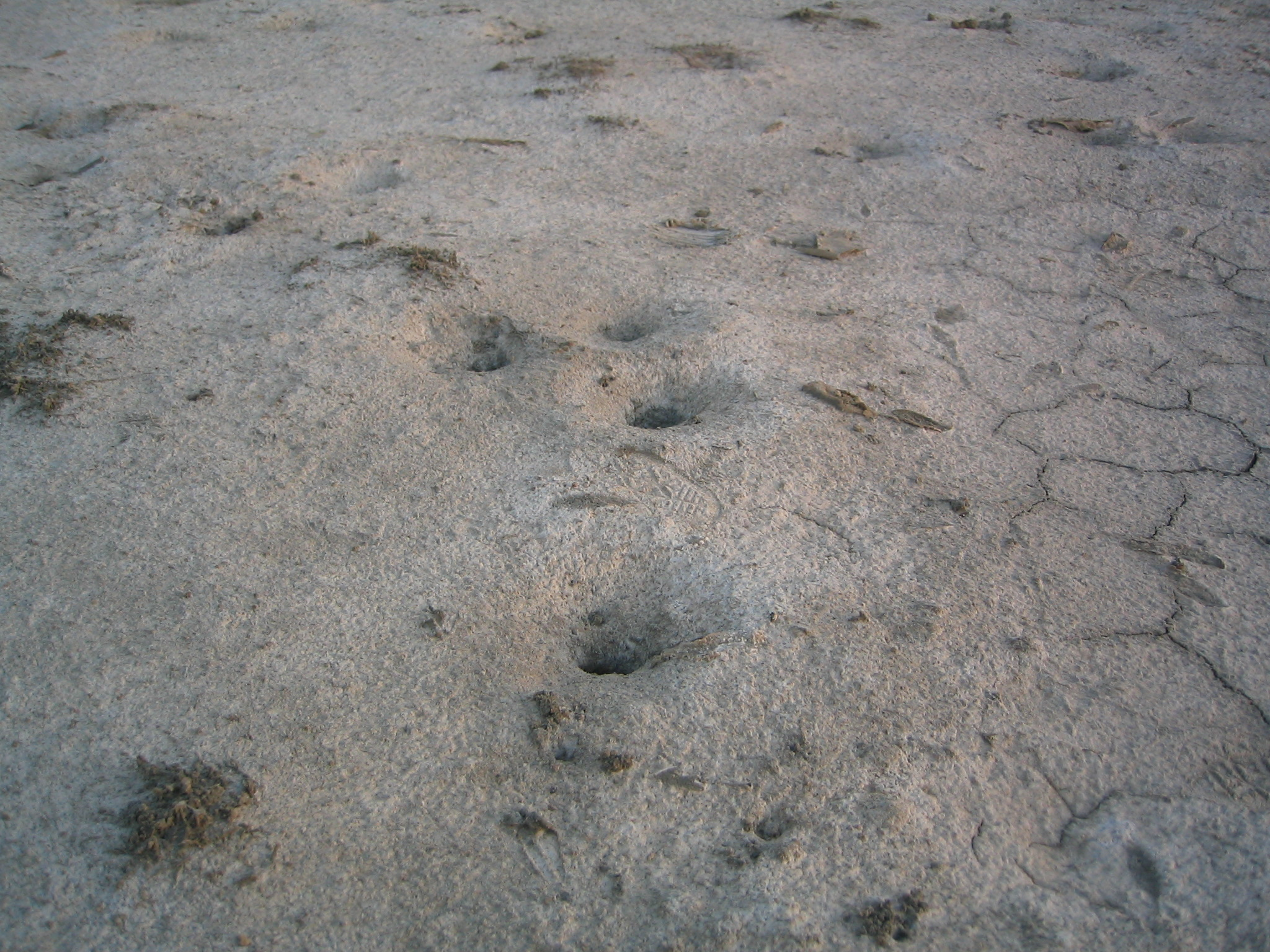
タンと呼ばれる不毛の土地

デルタ内には低湿地帯が広がるが、もともとセネガルの国土の大半は起伏に乏しい低地帯であり、デルタ周囲にも山岳地帯などはない。このため、河川の淡水供給源は雨季の直接的な雨水流入のみである。この条件が乾季の淡水の蒸発と海水の遡上に結びつき、サルーム・デルタの河川は河口よりも上流の方が塩分濃度が高くなる傾向にある（右表参照）。さらに、1960年代後半以降に旱魃が頻発したことや、淡水を人々が利用することなども塩分濃度を高めることにつながり、後背地ではタン（tannes）と呼ばれる不毛の乾燥地域が拡大する傾向にある。

## 生態系
サルーム・デルタの生態系はマングローブ林の生態系、大西洋沿岸の海洋生態系、乾燥帯の森林などの生態系に大別できる。

### 植物相

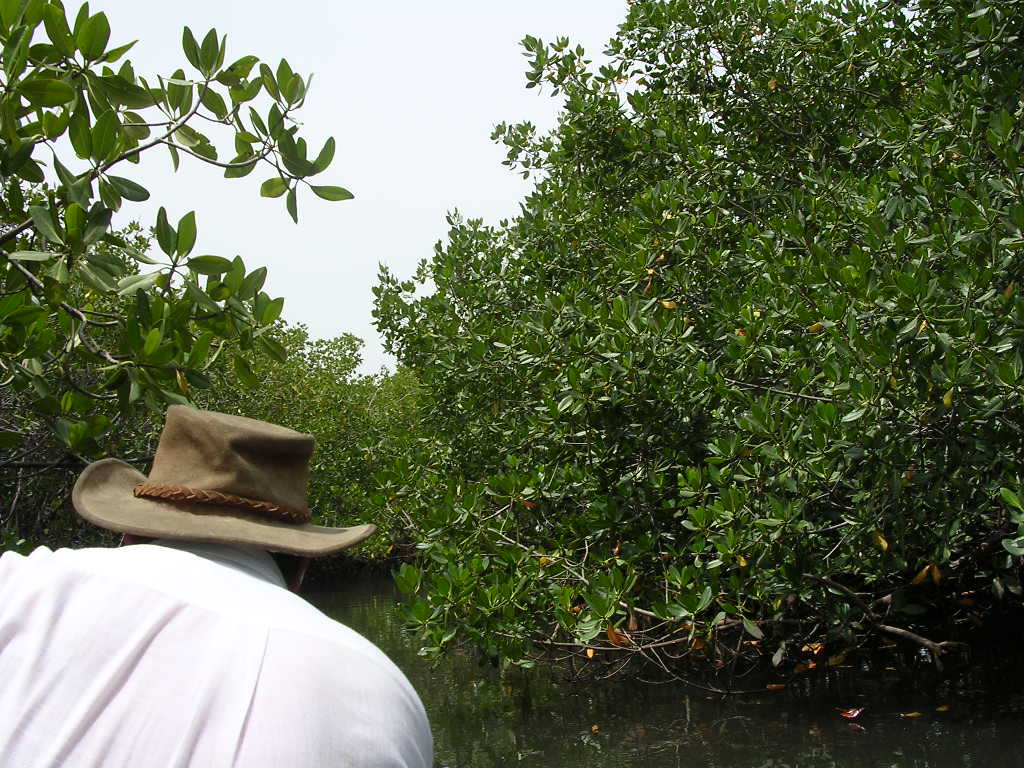
サルームのマングローブ林

マングローブ林は約6万haから8万haほどになると見積もられており、それを構成する木々は主にアメリカヒルギ、カズザキヒルギ（Rhizophora racemosa）、ハリソンヒルギ（Rhizophora harrisonii）、アフリカヒルギダマシ（Avicennia africana）などである。モーリタニアのバン・ダルガン国立公園にヒルギダマシの小群生地などはあるものの、サルーム・デルタは西アフリカにおいては最も北でマングローブがまとまって繁茂する地域となっている。しかし、先述の河川の塩分濃度の上昇は、ヒルギダマシよりも相対的に塩分に弱いヒルギ科のマングローブ林の減少につながっている。マングローブ林の減少には、ギニア人の商人の進出でエトマローズの燻製加工業が盛んになり、その薪として伐採されることが増えたことも一因として挙げられる。1980年以降に失われたマングローブ林はかつての面積の3分の1にも及ぶといわれるが、それでも2011年の時点では、セネガル国内では最大のマングローブ林を抱えている地域である。
島にはミルスベリヒユやサワスズメノヒエなどの塩生植物が生える。
乾燥帯の森林においては、バオバブなど、セネガル国内の植生の約20%にあたる植物を見ることができる。

### 動物相

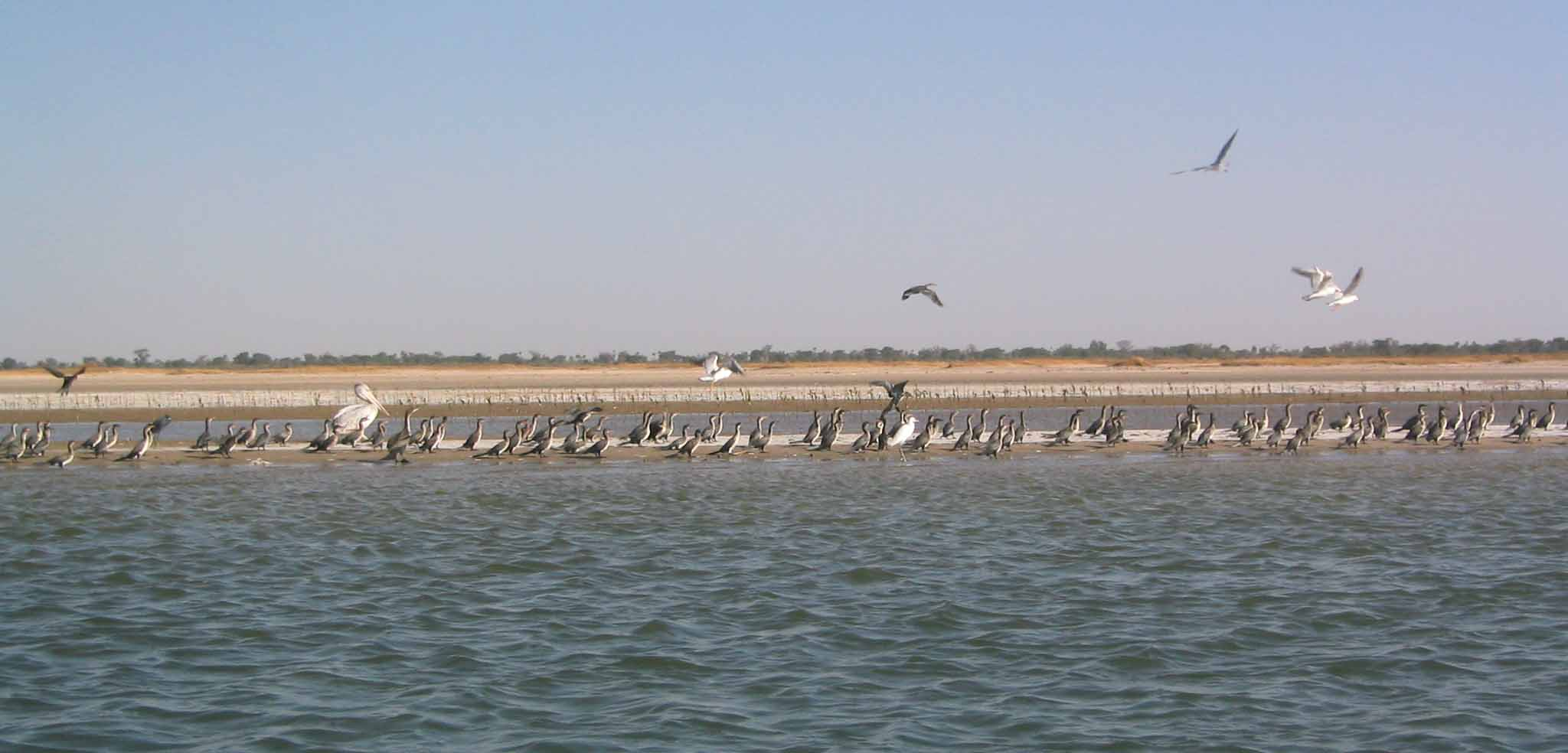
鳥たちの島

動物相に関して特筆すべきは、渡り鳥や海鳥などの多さであり、これは世界遺産推薦でも主たる推薦理由のひとつを構成していた（それに対する評価は後述を参照）。デルタ内で見られる鳥類は、オニアジサシ、ハシボソカモメ、ズアオカモメ、コフラミンゴ、オオフラミンゴ、モモイロペリカン、コシベニペリカン、アフリカクロトキ、サンショクウミワシ、ミサゴ、クロコサギ、アフリカクロサギ（Egretta gularis）、オニアオサギ（Ardea goliath）、クラハシコウ、ソリハシセイタカシギ、マダガスカルクロサギ（Egretta dimorpha）など多岐に渡り、越冬のために飛来する水鳥の種類は95種にもなる。また、「鳥たちの島」（Ile aux Oiseaux）と呼ばれている島はアメリカオオアジサシの亜種（Thalasseus maximus albididorsalis / African Royal Tern）の世界最大の繁殖地になっており、アメリカオオアジサシの数だけならば、西アフリカの世界遺産の中でも鳥類の繁殖地などに特色があるバン・ダルガン国立公園などをも遥かに上回る。
以下に掲げる野鳥の画像は、サルーム・デルタで撮影されたものである。

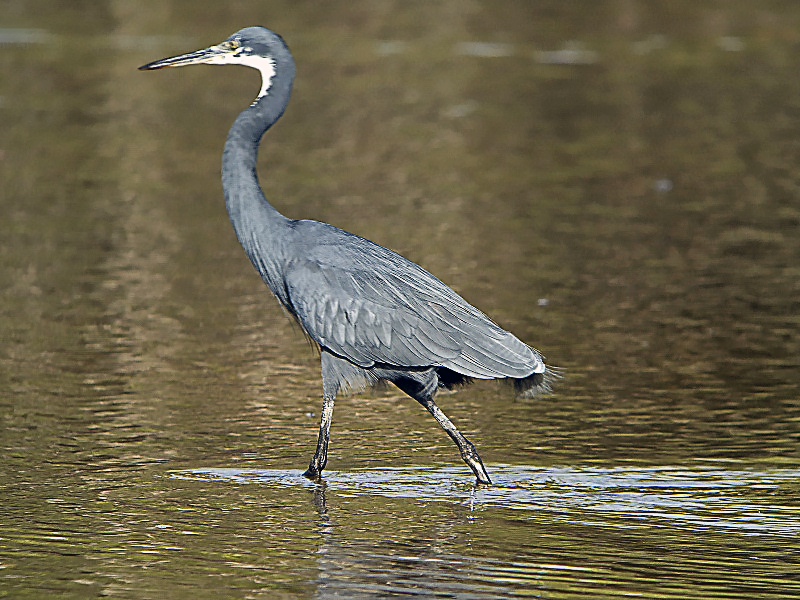
アフリカクロサギ（英語版）
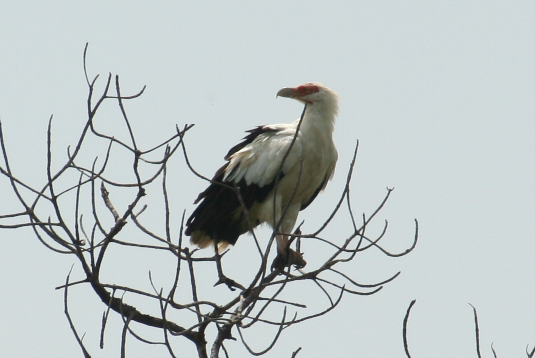
ヤシハゲワシ（英語版）
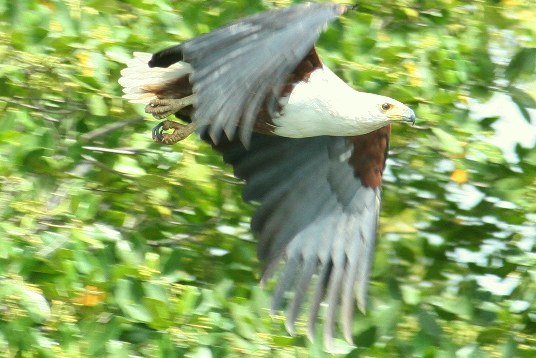
サンショクウミワシ
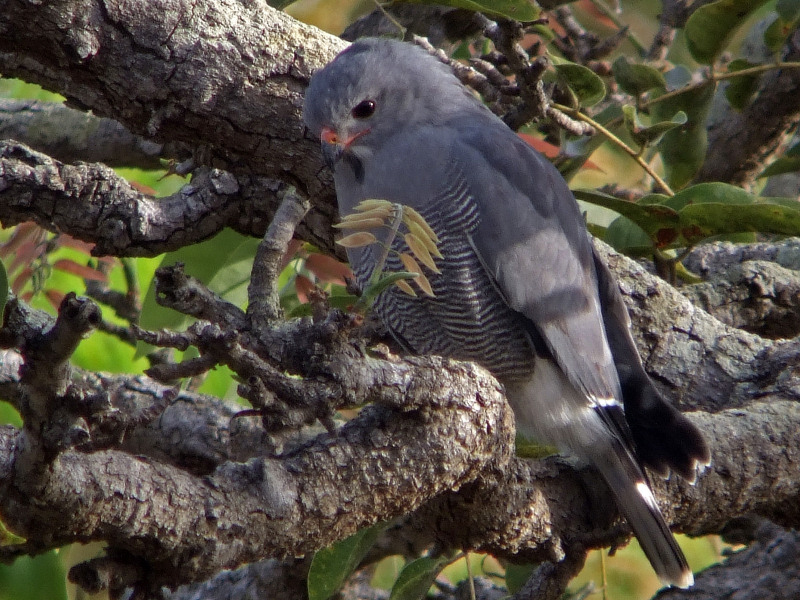
トカゲノスリ（英語版）
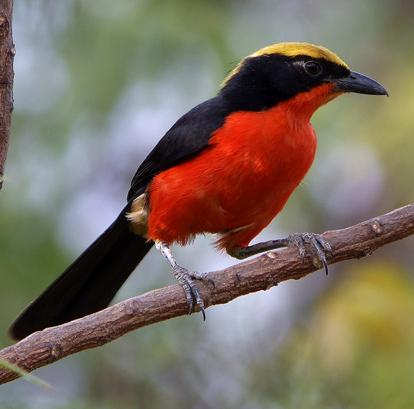
アカハラヤブモズ（英語版）
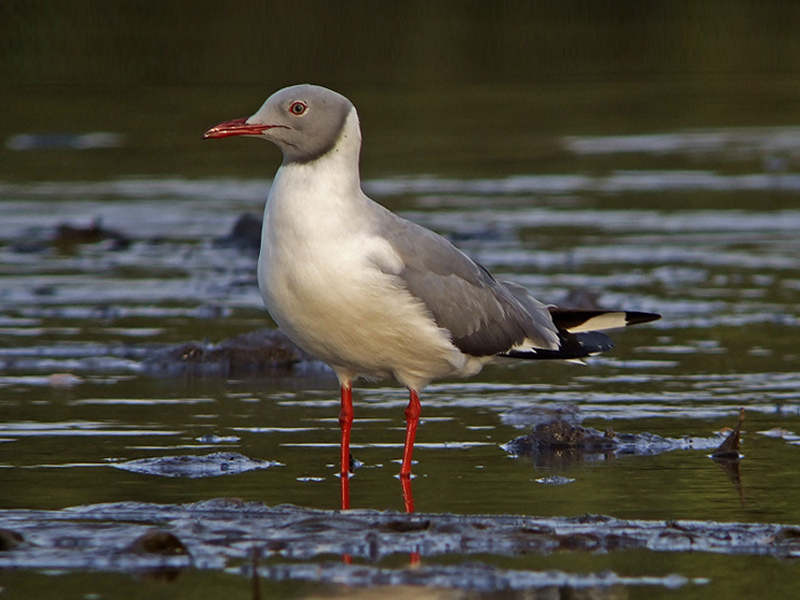
ズアオカモメ
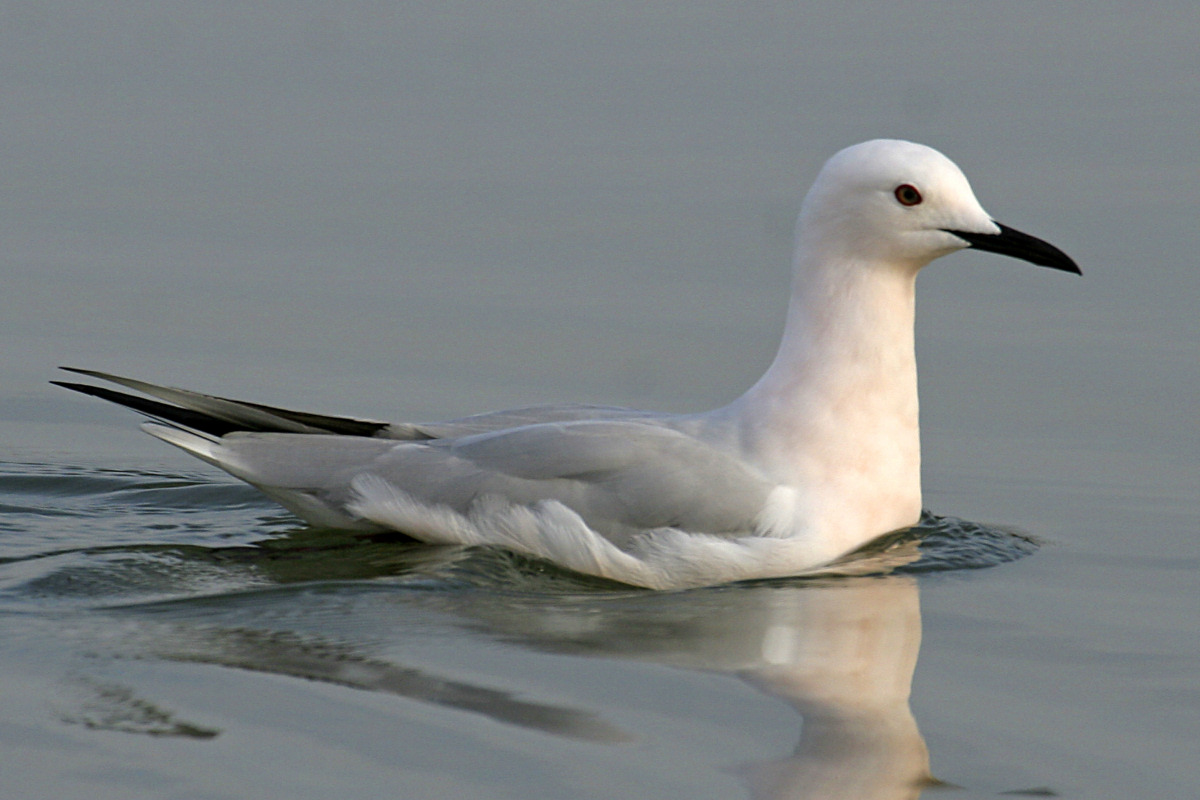
ハシボソカモメ
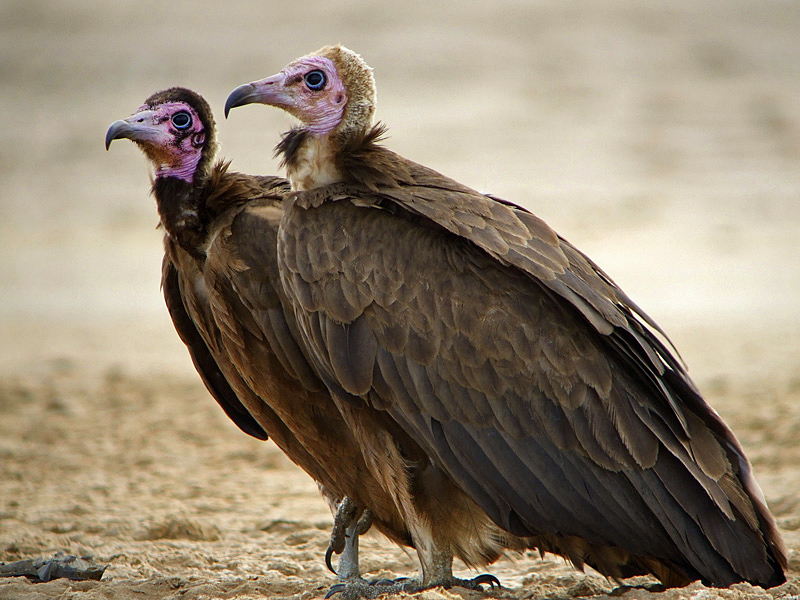
ズキンハゲワシ
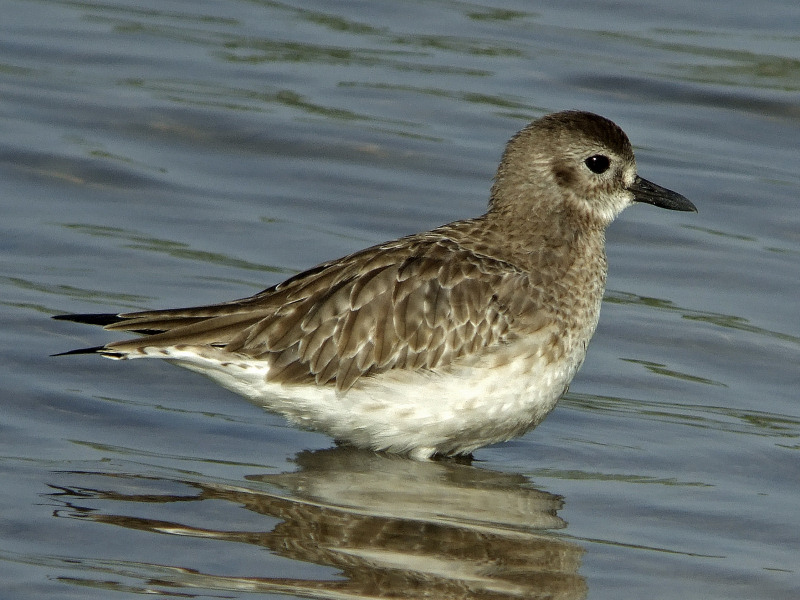
ダイゼン
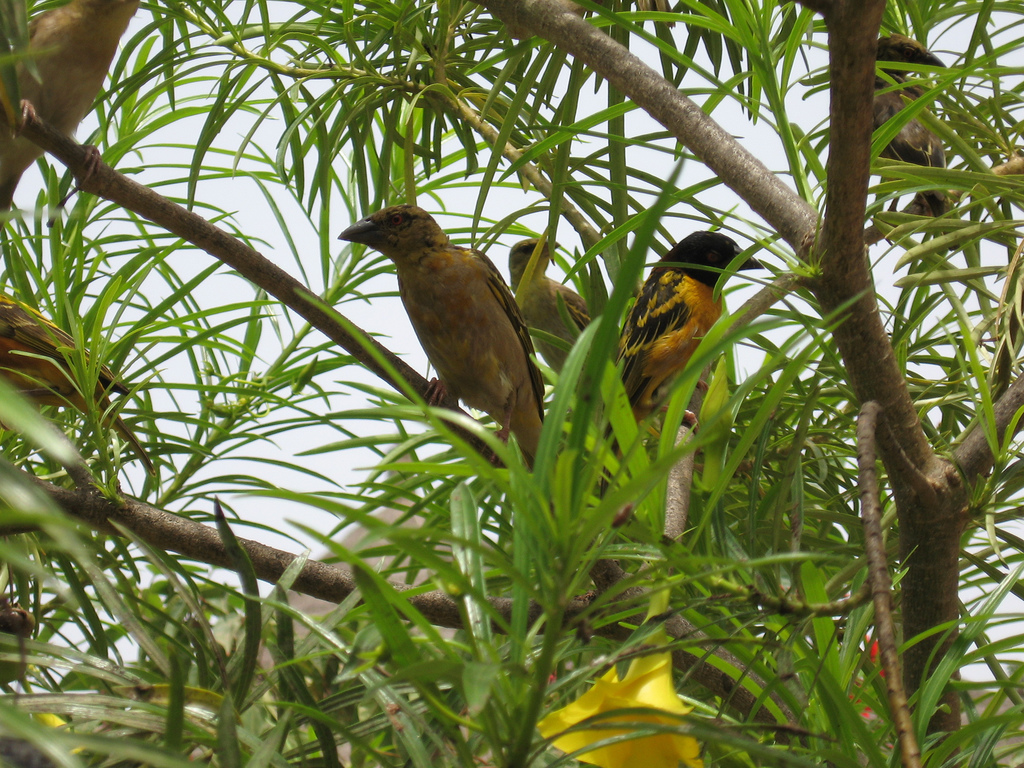
ズグロウロコハタオリ
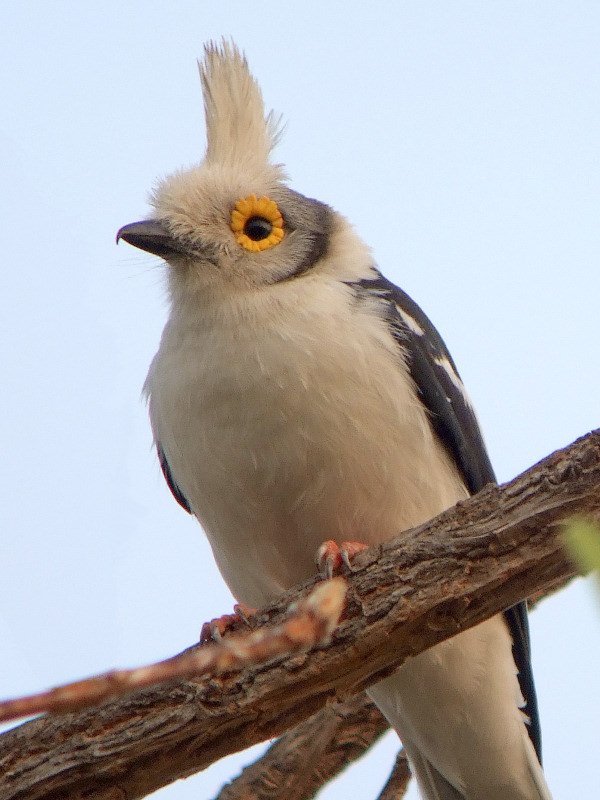
エボシメガネモズ（英語版）

爬虫類については絶滅危惧種であるウミガメの生息地であり、アオウミガメ、アカウミガメ、ヒメウミガメ、ケンプヒメウミガメ、オサガメ、タイマイなどの生息が確認されている。ほかにナイルオオトカゲも生息している。水棲哺乳類に関しては危急種のアフリカマナティー（Trichechus senegalensis）のほか、アフリカウスイロイルカ、マイルカ、クジラが生息している。
陸棲や半水棲の哺乳類ではヌママングース、グリーンモンキー（Cercopithecus aethiops sabaeus）、パタスモンキー、ショウガラゴ、イボイノシシ、ブチハイエナ、ヨコスジジャッカル（Canis adustus）、ブッシュバック（Tragelaphus scriptus）、サバンナダイカー（Sylvicapra grimmia）、ボホールリードバック（Redunca redunca）、ケープジェネット（Genetta tigrina）、ジェネットモドキ（Genetta thierry）などが棲息している。
魚介類も豊富であり、後述する世界遺産登録範囲になっている河口付近の海域では、アジ科11種、ニベ科とボラ科が各7種、イサキ科6種、シクリッド科とニシン科が各4種、アカエイ科、ウシノシタ科、タイ科、ツバメコノシロ科、マンジュウダイ科などが各3種となっており、総計は42科114種に及ぶ。沿岸部では後述するように水産業も盛んであり、セネガル国内の漁民の三大コミュニティのひとつは、サルームのセレール・ニョミンカのものである。シヌ＝サルームの河川はカザマンス川に比べると3分の2程度の面積しかないが、その水産資源の量は同程度である。また、同じく後述するように、数種類の貝については数千年にわたって地域住民にとって重要な資源となってきたし、1970年代以降はエビの一種が貴重な収入源になっている。

### 保護
面積は50万 ha（5000km2）で、1981年2月にはそのうち18万haが生物圏保護区に指定された。生物圏保護区内には、面積76,000 haのサルーム・デルタ国立公園（1976年3月指定）が含まれており、そのほとんどにあたる73,000 haが1984年よりラムサール条約登録地になっている。

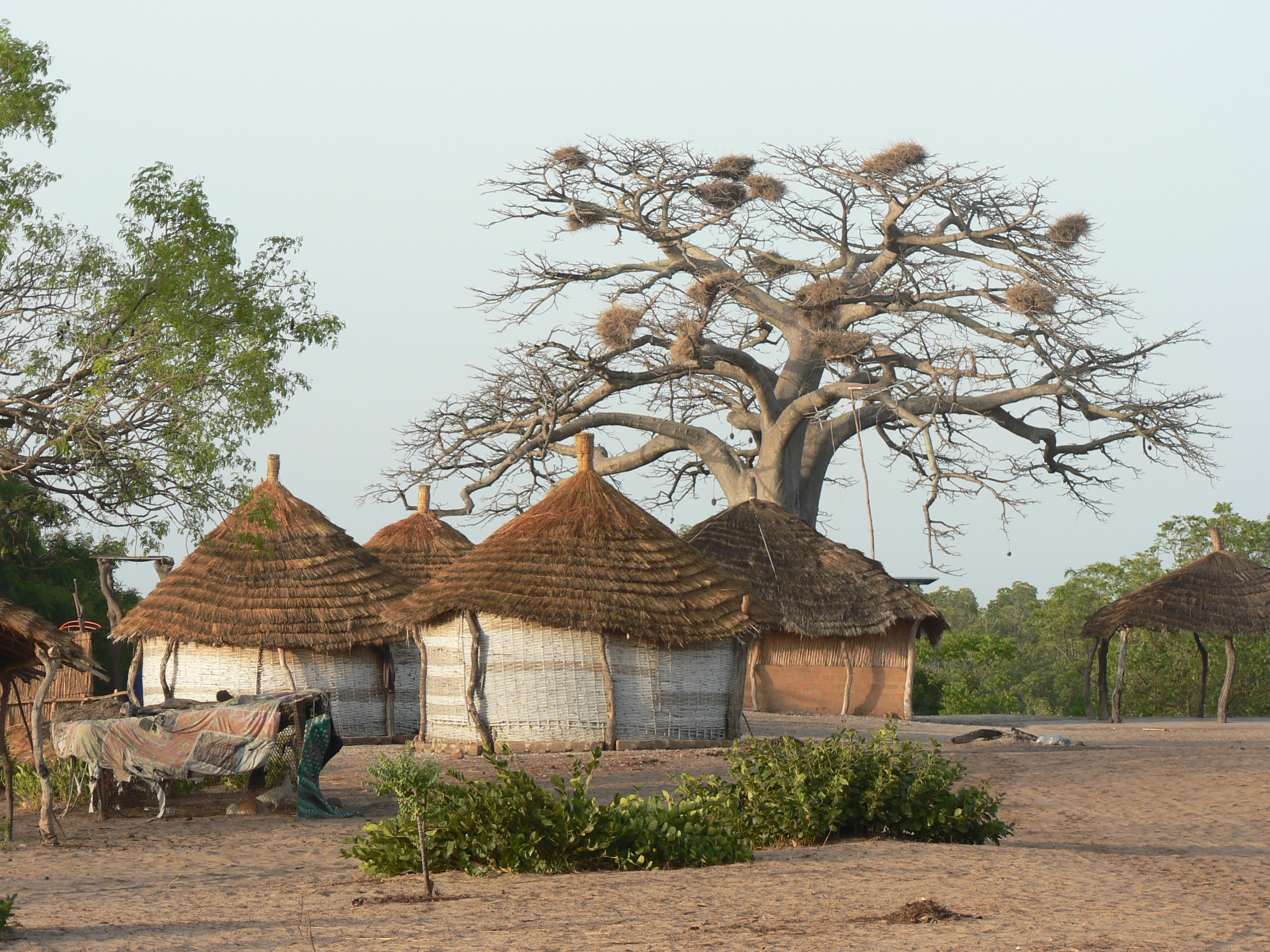
バンブーン地域共同体海洋保護区の村営ロッジ

また、ジョンボ川河口付近のベタンティ島に流れ込むボロン（現地の言葉でデルタ地帯の網目状の支流を指す）であるバンブーン・ボロン周辺は、バンブーン海洋保護区に指定されている。これは1996年に村落共同体による自然保護区設置を認める法改正が行われたことを踏まえて、セネガルの環境保護NGOオセアニウムの働きかけで成立した地域共同体海洋保護区であり、2004年の政令で国から認可された。しかし、この保護区設置でバンブーン・ボロンが禁漁区となった一方、代替収入源として設置された観光用の村営ロッジは期待された経済効果を挙げるには至っていないため、地元住民たちは意思決定の関与度への不満なども含め、保護区に対する反対論が根強く存在している。
このほか、パルマラン村周辺にもパルマラン地域共同体保護区（La Réserve communautaire de Palmarin, 2001年）が設定されている。この保護区も2017年にラムサール条約登録地となった。
こうした保護活動には、セネガル国外の団体も協力している。先述したオセアニウムもフランスの世界環境基金からの支援を受けていたし、IUCNもフンジュン県内での保護活動に協力してきた。IUCNは沿岸部の村々が「浜委員会」を設置し、後述するエビの密漁などを防ぐための監視活動を行うことを支援してきた。ただし、この委員会はもともと住民たちが自発的な保護活動を行なっていた地域では有効に機能している反面、そうした動きがなかった内陸部では形骸化してしまった。
日本の国際協力機構は21世紀に入ってから、「セネガル国プティ・コート及びサルーム・デルタにおけるマングローブの持続的管理に係る調査」「セネガル国サルーム・デルタにおけるマングローブ管理の持続性強化プロジェクト」といった関連プロジェクトを展開し、実態調査を踏まえたうえで、住民自身が主体的な保護活動を行えるように支援してきた。それについて、一定の成果は挙げたと評価されている。

## 文化
サルーム・デルタには古くから人々が住み、漁撈採集生活を送っていた。その中でも、数千年にわたって営まれてきたのが、干し貝作りである（貝の種類や工程は後述）。
干し貝作りで出た貝殻によって作り上げられた貝塚群がサルーム・デルタには数多く残っている。貝塚は高さ数m（大きいものは10m超）、長さは主に50mから100mほどで、大きいものは数百メートルになる。これらの貝塚には、上に木々が生え、一見すると普通の平坦な島のように見えるものもある。放射性炭素年代測定では、最古の貝塚は紀元前400年ごろと見積もられている。伝統的な巨大貝塚作りは1600年ごろまで続いたと考えられており、そのころまでに西アフリカに到達したポルトガル人探検家などの中には、貝塚の存在や干し貝の交易について言及している者たちもいた。加工された干し貝は沿岸部の集落の人々にとって、内陸の集落の人々から鉄、銅、穀物などを獲得するための交易品になっていたと考えられている。
しかし、セネガル周辺で中央集権的な諸王国が興ると、地域独自の大規模採集と貝塚作りの文化は廃れていった。やがて、そもそも貝塚が人工物であるということすら忘れ去られてしまい、19世紀から20世紀初頭にはコンクリートなどの原料の一部を調達するための場所として扱われ、切り崩されてしまった貝塚もあった。きちんとした考古学的研究が始まったのは1939年のことで、以降、何度も大規模な調査が行われた。1971年には貝塚を国定史跡とする法律も定められた。

### 産業

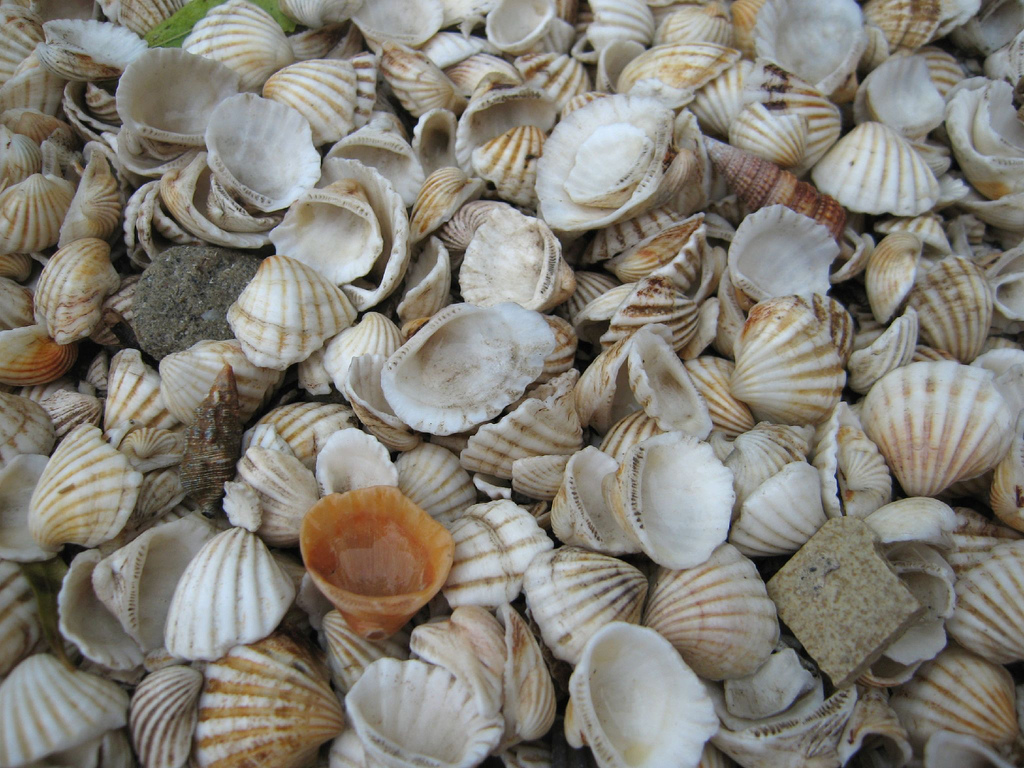
サルーム・デルタより少し北のジョアル付近で採れたオヤカタサルボウ（参考画像）

干し貝作り自体は今もサルーム・デルタで行われている。干し貝の原料となる貝は以下の4種が代表的である。まずは現地でヨホス（Yoxos / Yokhoss）と呼ばれる貝で、これはマングローブガキ（Crassostrea gasar）を指す。その名の通り、ヒルギ科のマングローブの根にへばりつくようにして生息する貝で、貝塚からは根が付着した貝殻も出土する。次は現地でパーニュ（Pagne）と呼ばれる貝で、これはフネガイ科のオヤカタサルボウ（Senilia senilis）のことである。アカガイなどに似た貝で、干潮時の干潟で採集できる。最後が大型巻貝のイェット（Yéét / Yeet）で、ナツメヤシガイ（Cymbium pepo）などと同一視する文献と、ハッカイボラ（Cymbium cymbium）と同一視してナツメヤシガイと別に扱う文献とがある。最後がシロオビクロテングニシ（Pugilina morio）のことだというトゥファ（Toufa）と呼ばれる中型の巻貝である。
これらの貝の採集や加工を担うのは女性たちである。魚を対象とする男性たちの漁と違い、捕まえるのにさしたる困難がないことなどがその理由である。マングローブガキに関しては、根にへばりついている性質上、他の貝に比べると引き剥がすのに困難が伴うが、その分、単価は最も高くなる。鋭利な貝殻を剥がす時の疲労と怪我が感染症を惹き起こすリスクもあるため、村の中でも経済的に厳しい境遇にある女性がこの貝の採集に従事する傾向があるという。オヤカタサルボウはその反対で、干潟の表層をなでるようにするだけで大量に取れる分、単価は最も低くなる。
加工場は村に設置されている場合と、採集場の近くに作業用のキャンプ地が設営される場合とがあるが、サルーム・デルタの女性は後者での作業を望む傾向がある。その理由としては、一般に村での女性の地位は低く、さまざまな雑事が女性の仕事とされているため、環境がよいといえないキャンプ地での作業の方がまだ好ましいと見なされるからではないかと指摘されている。
干し貝の加工の工程自体は村でもキャンプ地でも変わらず、煮詰めた後に天日干しをする。煮詰める時に使うのは真水でなく海水である。それを煮詰めた上で天日干しをするので、干し貝の塩分含有量はかなり多くなる。食塩相当量で比較するとパーニュ（オヤカタサルボウ）は100g中4.1g、ヨホス（マングローブガキ）は5.3g、イェットは6.4gと、いずれも日本の塩サバ（1.8g）や新巻鮭（3.0g）を大きく上回る。
これらの貝のうち、とくにイェットはセネガルの国民的料理であるチェブジェン（魚ご飯）にも使われているが、独特のにおいと噛みごたえがあることから、セネガル人の間でも好き嫌いは分かれるという。他の干し貝も伝統料理に使われるが、貝そのものを賞味するだけでなく、塩味をつける調味料としての役割も指摘されている。干し貝がかつて交易品として意味を持ったのは、海から遠い内陸部のうち、岩塩の産出しない地域において、貴重な塩分補給手段になったからではないかと推測されている。

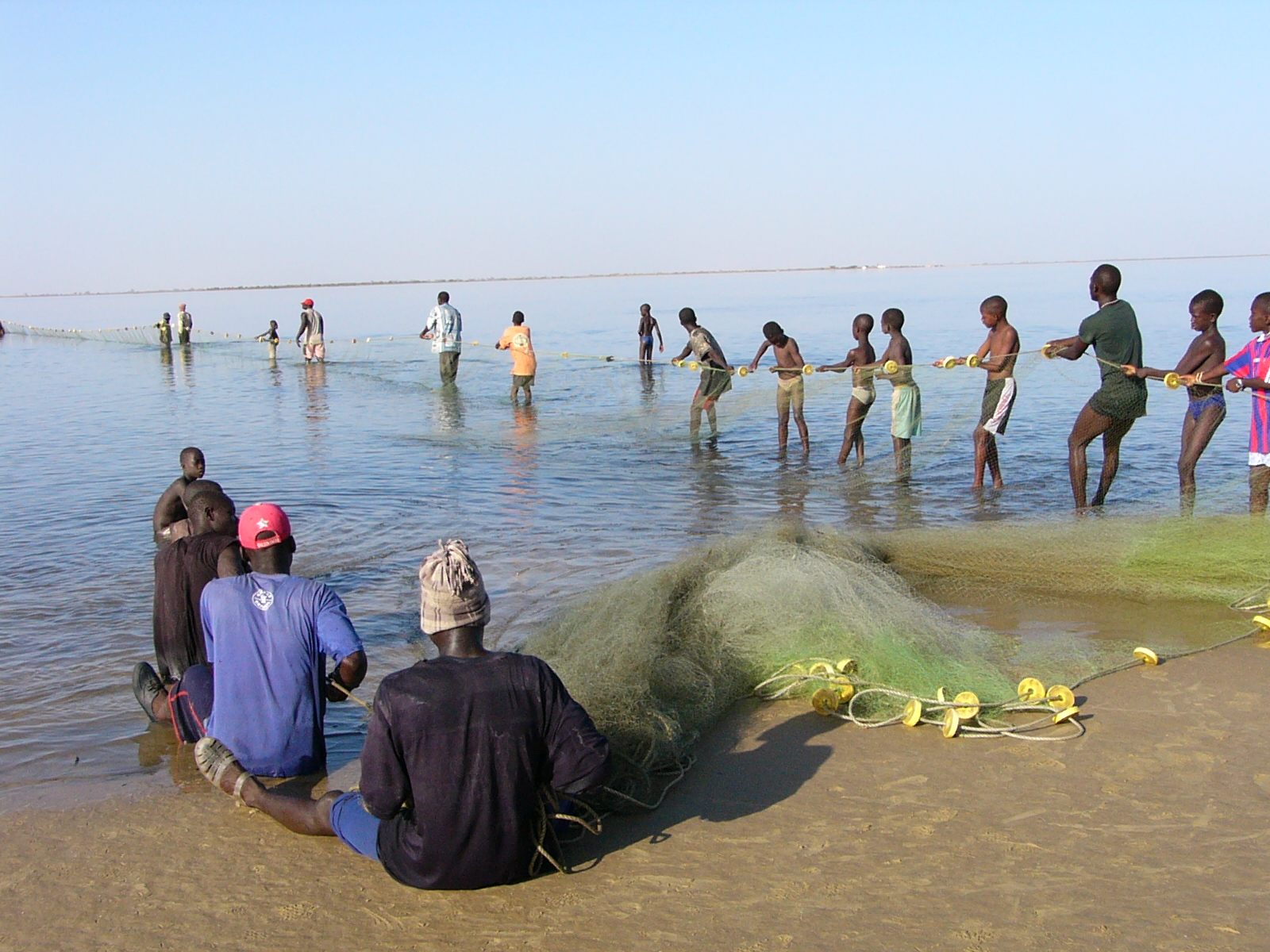
サルーム・デルタの地引き網漁

もうひとつ、水産資源で重要になっているのがエビ漁である。サルーム・デルタ周辺で取れるエビはクルマエビ科のサザーンピンクシュリンプ（Penaeus notialis）で、サルーム・デルタの大半が存在するファティック州は、ジガンショール州とともに、セネガルのエビ主産地を形成している。ファティック州内のエビの主産地は、サルーム・デルタ内陸部にあたる、フンジュン周辺、およびそれよりも上流の地域である。エビはかつて地域住民が自家消費するだけであったが、ヨーロッパ向けの輸出品となった1970年代以降に、集荷を行う仲買人が現われるようになり、貴重な収入源になった。その結果、ファティック州のエビ生産量は1992年（236トン）から2000年（1883トン）まで急増したが、2002年には500トン程度にまで減少した。2000年以降の減少には、マングローブ林の環境変化との関連性が指摘されている。
サルーム・デルタでも海岸部の場合、前述した魚類の豊富さによって、ほぼ一年中、何らかの漁が行われている。しかし、エビ主産地である内陸部の場合、雨季にはトウジンビエやラッカセイの栽培を行いつつ、2、3か月程度のエビ漁を営むことになるだけで、乾季には生業が乏しい。乾季には人によって大工仕事などをしたり、バンジュール（隣国ガンビアの首都）に出稼ぎに行くなどをしている。こうしたことから、ファティック州知事によるエビの禁漁日や解禁日の通達が十分に守られていない実態もあるという。

## 世界遺産
サルーム・デルタはセネガルにとって6番目に登録された世界遺産である。上述の貝塚群が作り出す文化的景観が評価された文化遺産としての登録である。登録範囲内の貝塚は218箇所、うち28箇所は墓地遺跡でもあり、1箇所の遺跡に複数の墳墓が築かれている。その中には、現代でも聖域と見なされているものもある。貝塚そのものは前述のように少なくとも紀元前400年までは遡るが、墳墓の形成は8世紀頃から16世紀頃までのことであった。それを作った人々は同一の民族ではなく、フラニ人、セレール人、トゥクロール人など、時代によって異なっている。貝塚からは基本的に生活と結びつくものの出土は少なく、それが加工場跡であったことを示すが、墓地遺跡からは土器や葬礼と結びつく出土品が発見されており、それぞれの時期の文化や交易範囲を理解する上で重要なものとなっている。

### 登録経緯
2005年11月18日にセネガルの世界遺産の暫定リストに登録された。登録名は「サルーム川の三角州」（Le Delta du Fleuve Saloum）で、複合遺産としての登録を目指していた。申請されていた面積は145,811haで、サルーム・デルタの中でもマングローブ林と海域の部分がかなりの面積を占める構成になっている。
2010年1月に推薦され、2011年に諮問機関による事前評価を受けた。文化遺産としての評価を行なったICOMOSは、前述した貝塚群が多く残る景観に文化的景観としての顕著な普遍的価値を認め、世界遺産委員会に対し「登録」を勧告した。
これに対し、自然遺産としての評価を行なったIUCNは、地球規模での顕著な普遍的価値は認められないとして「不登録」を勧告した。世界遺産の登録基準のうち、該当する自然遺産基準として主張されていたが認められなかったのは、以下の2つである。
- (7) ひときわすぐれた自然美及び美的な重要性をもつ最高の自然現象または地域を含むもの。
セネガル当局は、かつて西アフリカに最初に到達したポルトガル人たちを驚嘆させた自然美が今なお残っていることなどを挙げ、この基準が適用できるとした[60]。
これに対してIUCNは、自然美や海鳥のコロニーとしての重要さが、セネガルの国内レベルとしては傑出したものであると認めたが、全地球レベルでならば同等の保護区は決して珍しくないとして退けた[61]。

- (10) 生物多様性の本来的保全にとって、もっとも重要かつ意義深い自然生息地を含んでいるもの。これには科学上または保全上の観点から、すぐれて普遍的価値を持つ絶滅の恐れのある種の生息地などが含まれる。
セネガル当局は動物相と植物相の両面で、その生物多様性が特筆すべきものであると主張し、この基準が適用できるとした[62]。
これに対してIUCNは、確かにアメリカオオアジサシに限った場合、繁殖地としての重要度が高いことは認めたが、渡り鳥や海鳥全体で見れば、すでに世界遺産リストに登録されているバン・ダルガン国立公園（モーリタニア）、ジュッジ鳥類国立公園（セネガル）に次ぐ西アフリカで3番目の重要度でしかないとした[13]。また、IUCNはバードライフ・インターナショナルがバン・ダルガン国立公園に次ぐ西アフリカ2番目の鳥類保護区としてビジャゴ諸島（ギニアビサウの世界遺産暫定リスト記載物件）[注釈 7]を挙げていることも紹介し、サルーム・デルタが傑出した鳥類保護区でないことを補強した[13]。
実際、バードライフ・インターナショナルの調査では、主な鳥類のつがいの生息数で見れば、サルーム・デルタ（58,699組）に対し、バン・ダルガン国立公園（33,670組）やビジャゴ諸島（14,476組）は遠く及ばない。しかし、サルーム・デルタの場合、そのほとんどがアジサシ科とカモメ科で占められており、アメリカオオアジサシだけで4万組に及ぶ。こうした特色が種の多様性の観点から否定的に評価され、基準 (10) の適用はできないとする勧告につながった[63]。

その年の第35回世界遺産委員会（パリ）において複合遺産として審議されたが、勧告通り、自然遺産としての基準は適用されず、文化遺産としての登録となった。ただし、世界遺産委員会の決議では、絶滅危惧種と生物多様性の両面での更なる研究の深化を求める形で、基準（10）の適用については「情報照会」となったため、再推薦が不可能な「不登録」決議と異なり、将来的に追加適用される余地は残された。

### 登録名
世界遺産としての正式登録名はSaloum Delta（英語）、Delta du Saloum（フランス語）である。その日本語訳は一般的に「サルーム・デルタ」とされている。
それ以外の翻訳例としては、「サルーム川の三角州」としている資料がある。

### 登録基準
セネガル政府は、世界遺産基準(3), (4), (5), (7), (10) に該当すると主張していた。このうち、前述したように自然遺産に該当する基準 (7) と (10) の適用は否決されたので、この世界遺産は世界遺産登録基準のうち、以下の条件を満たし、登録された（以下の基準は世界遺産センター公表の登録基準からの翻訳、引用である）。
- (3) 現存するまたは消滅した文化的伝統または文明の、唯一のまたは少なくとも稀な証拠。
セネガル当局は、貝塚群の規模、保存状態のよさや、長い期間にわたった継続性が、かつて世界各地に存在した漁撈採集生活をよく伝える優れた例証であることを主張し、この基準が適用できるとした。文化遺産の諮問機関であるICOMOSも、こうした主張を認めた[66]。

- (4) 人類の歴史上重要な時代を例証する建築様式、建築物群、技術の集積または景観の優れた例。
セネガル当局は、貝塚が多く残る景観が、先史時代以来マングローブ林などの自然環境とも調和的な定住生活を続けてきたことの優れた例証であるとして、この基準の適用もICOMOSから妥当と認められた[67]。

- (5) ある文化（または複数の文化）を代表する伝統的集落、あるいは陸上ないし海上利用の際立った例。もしくは特に不可逆的な変化の中で存続が危ぶまれている人と環境の関わりあいの際立った例。
セネガル当局は生物多様性に富む自然環境下で長く営まれてきた持続可能な開発の例としてこの基準の適用を主張し、ICOMOSもそうした優れた例証であることを認めた[68]。